# دهستان وورو (۱۹۹۱)
دهستان وورو (به لاتین: Võru Parish) یک دهستان در استونی بود که در شهرستان وورو واقع شده‌بود.

## خصوصیات
دهستان وورو ۲۰۲٫۲۳ کیلومترمربع مساحت و ۴٬۷۷۰ نفر جمعیت دارد.